# Schallenberg (Casa nobiliaria)

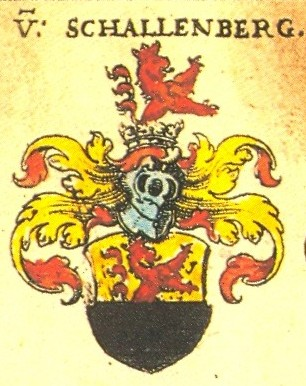
El escudo de armas de la familia de los de Schallenberg según Siebmacher

Schallenberg (también Schallenberger) es el nombre de una antigua casa noble austriaca.

## Historia
La sede ancestral de la familia noble, el castillo de St. Ulrich en Mühlkreis, ya no existe hoy. La familia se menciona por primera vez con el nombre de Sancto Ulrico en 1190 en los documentos de la Abadía de San Nicolás, cerca de Passau. A partir de aproximadamente 1260, la familia de Schalinberc, con Heinricus de Schalinberc, toma el nombre del Castillo de Schallenberg en el municipio de Kleinzell im Mühlkreis. La línea de descendencia comienza en el siglo xιv con Pilgerim de Schallenberg.
En 1636, los Schallenberg recibieron el diploma de barón, que fue confirmado en 1656, y en 1666 el estatus de conde del Sacro Imperio Romano Germánico.
De 1720 a 1803, la familia fue propietaria del castillo Rosenau (Waldviertel) en el pueblo de Rosenau Schloss (Palacio de Rosenau) - hoy parte del municipio de Zwettl-Niederösterreich, Waldviertel, Baja Austria -. Leopold Christoph von Schallenberg lo reconstruyó según los planes del maestro barroco Joseph Munggenast y fundó allí una logia masónica .

## Escudo de armas
Blasón : El escudo de armas de la familia está dividido por almenas en oro y negro, con un león rampante rojo coronado en la parte superior.

## Miembros conocidos de la familia
- Christoph von Schallenberg (31 de enero de 1561 - 25 de abril de 1597), "Regente de las Tierras de la Baja Austria" y Comandante de la Flota del Danubio, poeta humanista
- Georg Christoph von Schallenberg (1593-1657), hijo de Christoph, Comisario en Jefe en Austria ob der Enns (Alta Austria), barón desde 1656, autor de una Crónica de la casa
- Leopold Christoph Graf von Schallenberg ( 11 de diciembre de 1712 - 20 de febrero de 1800) Mariscal de la Baja Austria, Masón en el Castillo de Rosenau
- Wolfgang Schallenberg, diplomático austriaco, padre de Alexander Schallenberg
- Alexander Schallenberg (1969), canciller de Austria, ministro de Relaciones Exteriores de Austria, diplomático y abogado